# 이을마즈 귀네이

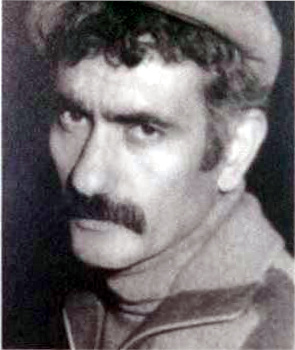

이을마즈 귀네이(튀르키예어: Yılmaz Güney, 1937년 4월 1일 ~ 1984년 9월 9일)은 튀르키예의 영화 배우이자, 영화 감독, 시나리오 작가이다. 아다나주의 카라타슈 출신이다. 1972년 한 검사를 살해한 혐의로 감옥에 수감되어 19년형을 선고받았으며, 이후 옥중에서 영화를 제작하는 작업을 진행하였다. 이후 1980년 탈옥하여 스위스로 망명했으며, 수감 중 쓴 시나리오로 만든 1982년작 《욜》(Yol)로 칸 영화제 대상인 황금 종려상을 수상했다.